# 184 Brygada Okrętów Obrony Rejonu Wodnego
184 Brygada Okrętów Obrony Rejonu Wodnego (184 BOORW) – morski związek taktyczny Sił Zbrojnych Federacji Rosyjskiej w strukturach Floty Czarnomorskiej.

## Struktura i okręty
| Okręty brygady w linii w 2008 |                               |                               |                               |
| Nazwa                         | Projekt                       | Numer                         | Uwagi                         |
| 181 dywizjon okrętów ZOP      |                               |                               |                               |
| MPK-199 Kasimow               | projekt 1124M                 | 055                           | w linii od 1986               |
| MPK-207 Poworino              | projekt 1124M                 | 053                           | w linii od 1989               |
| MPK-217 Jejsk                 | projekt 1124M                 | 054                           | w linii od 1989               |
| 170 dywizjon trałowców        |                               |                               |                               |
| BT-40 Porucznik Ilin          | projekt 1265.0                | 438                           | w linii od 1982               |
| BT-241 Mineralne Wody         | projekt 1265.0                | 426                           | w linii od 1990               |
| Żelaznikow                    | projekt 1266.0                | 901                           | w linii od 1988               |
| Walentin Pikul                | projekt 266ME                 | 770                           | w linii od 2001               |
| Wice-admirał Zacharjin        | projekt 02668                 | 908                           | w linii od 2009               |
| DKA-144                       | projekt 1177.0                | 571                           | w linii od 2008               |
| KSW-67                        | kuter łączności i rozpoznania | kuter łączności i rozpoznania | kuter łączności i rozpoznania |